# ネヴィアーノ・デッリアルドゥイーニ
ネヴィアーノ・デッリアルドゥイーニ（伊: Neviano degli Arduini）は、イタリア共和国エミリア＝ロマーニャ州パルマ県にある、人口約3,400人の基礎自治体（コムーネ）。

## 地理

### 位置・広がり

#### 隣接コムーネ
隣接するコムーネは以下の通り。括弧内のREはレッジョ・エミリア県 所属を示す。
- カノッサ (RE)
- ランギラーノ
- レジニャーノ・デ・バーニ
- パランツァーノ
- ティッツァーノ・ヴァル・パルマ
- トラヴェルセートロ
- ヴェット (RE)

### 気候分類・地震分類
ネヴィアーノ・デッリアルドゥイーニにおけるイタリアの気候分類 (it) および度日は、zona F, 3119 GGである。
また、イタリアの地震リスク階級 (it) では、zona 3 (sismicità bassa) に分類される。

## 行政

### 分離集落
ネヴィアーノ・デッリアルドゥイーニには、以下の分離集落（フラツィオーネ）がある。
- Antreola, Laurano, Paderna, Bazzano, Campora, Castelmozzano, Cedogno, Ceretolo, Lodrignano, Lupazzano, Mediano, Mozzano, Orzale, Provazzano, Sasso, Scurano, Urzano, Vezzano, Villa Santi Giovanni e Paolo

## 姉妹都市
- タラスコン、フランス